# 한국과학기자협회
한국과학기자협회는 국내 중앙일간신문, 방송, 통신사, 인터넷 매체 등에서 과학기술, 의학제약, 기상환경 분야를 담당하는 과학전문기자들의 단체로 과학언론 창달, 과학기자의 자질 향상, 친목 도모 등을 목적으로 1994년 2월 21일 설립허가된 대한민국 과학기술정보통신부 소관의 사단법인이다. 사무실은 06130 서울특별시 강남구 역삼동 635-4 과학기술회관 1관 707호에 있다.

## 주요 사업

### 시상 및 장려사업
- 올해의 과학자상
- 이달의 과학기자상
- 올해의 과학기자상
- 과학홍보인상
- 과학언론공로상
- 과학과사회소통상
- 과학진흥상
- 과학행정인상
- 건양의학기자상